# August Lammers (Politiker, 1831)

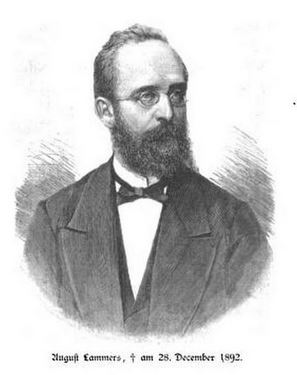
August Lammers

August Lammers (* 23. August 1831 in Lüneburg; † 28. Dezember 1892 in Bremen) war ein deutscher Politiker, volkswirtschaftlicher Schriftsteller und Journalist.

## Leben
August Lammers wurde als Sohn des Kaufmanns Hermann Walter Lammers und seiner Ehefrau Charlotte Catharine, geborene Haroth, geboren. Er besuchte das Johanneum Lüneburg und studierte ab 1850 an der Universität Göttingen Philologie und Geschichte. Während seines Studiums wurde er 1850 Mitglied der Burschenschaft Brunsviga. Durch die Ereignisse der Märzrevolution waren Lammers Sympathien für die liberale und nationale Bewegung erweckt und bereits während des Studiums schrieb er für die Weser-Zeitung politische Artikel. In diesen unterstützte er während der Reaktionsära die liberalen Politiker Johann Carl Bertram Stüve und Rudolf von Bennigsen gegen das Kabinett Borries. Ohne sein Studium abzuschließen, wurde er 1852 Redakteur der Weser-Zeitung in Bremen. Dort arbeitete er bis 1853 und ging dann für einige Wochen als Korrespondent der Zeitung nach Paris. Am Ende des Jahres kehrte er nach Deutschland zurück und übernahm 1854 die Redaktion der Hildesheimer Allgemeinen Zeitung. In den folgenden Jahren arbeitete er in gleicher Eigenschaft für verschiedenen Zeitungen im norddeutschen Raum (ab 1857 Zeitung für Norddeutschland in Hannover, ab 1859 Weser-Zeitung). Im Jahr 1861 begründete er in Frankfurt am Main die politische Zeitung die Zeit, die 1862 mit der Süddeutschen Zeitung verschmolz, aber 1864 einging. Der Hauptgrund für das Scheitern war die ausgeprägt preußisch-kleindeutsche Ausrichtung der Zeit, die im stark großdeutsch gesinnten Frankfurt und Süddeutschland nur eine geringe Verbreitung erreichte.
Lammers wurde im Jahr 1864 Redakteur der Elberfelder Zeitung, 1866 des Bremer Handelsblatts, gründete 1878 die Wochenzeitschrift Nordwest. Monatsschrift für Gemeinnützigkeit und Unterhaltung. Dieses Blatt leitete Lammers zusammen mit seiner Schwester, der Frauenrechtlerin Mathilde Lammers, bis zu seinem Tod. Außerdem verantwortete er als Geschäftsführer des 1883 in Kassel gegründeten Deutschen Vereins gegen den Mißbrauch geistiger Getränke (Temperenzler) dessen Zeitschrift Mäßigkeitsblätter.
Neben der Publizistik war Lammers auch politisch aktiv. So war er an der Vorbereitung des ersten volkswirtschaftlichen Kongresses, der 1858 zum ersten Mal in Gotha stattfand, beteiligt. An diesem nahmen zahlreiche führende Politiker aus dem liberalen Lager Teil wie Wilhelm Adolf Lette, Karl Mathy oder Carl Biedermann teil. Neben volkswirtschaftlichen Fragen im engeren Sinn war dieser Kongress, dem bis in die 1870er Jahre weitere Treffen folgten, ein politisches Forum der liberalen und nationalen Bewegung. Daneben war Lammers 1859 neben Bennigsen und Hermann Schulze-Delitzsch Mitbegründer des Deutschen Nationalvereins. Von 1873 bis 1879 war er als Vertreter des Wahlkreises Elberfeld-Barmen (heute Wuppertal) Mitglied des preußischen Landtages, wo er der national-liberalen Partei angehörte. Dort engagierte er sich sozialpolitisch als Abgeordneter für das frühindustrielle Wuppertal. So war er etwa Berichterstatter einer Kommission über einen Gesetzentwurf zur Unterbringung verwahrloster Kinder im Jahr 1878. Lammers gehörte in seiner Fraktion dem freihändlerischen Flügel an. Dieser verlor nach dem Rücktritt von Rudolph von Delbrück (1876) und Bismarcks innenpolitischer Wende hin zur Schutzzollpolitik (1877) an Einfluss.
Diese Wende, die das konservative Element in der deutschen Innenpolitik stärkte, war ein Grund dafür, dass Lammers sich in den folgenden Jahren eher gesellschaftlichen Themen und der bürgerlichen Sozialreform zuwendete. So wandte er sich gegen das Abbrennen von Mooren zur landwirtschaftlichen Nutzbarmachung. Vor allem seine Erfahrungen im Wuppertal führten dazu, dass Lammers zusammen mit anderen liberalen Politikern bereits 1872 die Deutsche Gesellschaft zur Verbreitung der Volksbildung gründete. Noch bedeutender war seine Rolle bei der Gründung des Deutschen Vereins für Armenpflege und Wohltätigkeit in den Jahren 1878 bis 1880. Lammers schrieb einen Aufsatz über das Elberfelder System der Armenpflege für ein großes 1879 erschienenes Sammelwerk (Das Armenwesen und die Armengesetzgebung in den Europäischen Staaten).
Sozialpolitisch vertrat Lammers ganz die damalige Linie der Liberalismus. Nicht in staatlicher Sozialpolitik wie Bismarck oder in der kollektiven Selbsthilfe der Arbeiterbewegung, sondern in der individuellen Förderung der Benachteiligten sah er die Lösung der sozialen Frage. Wichtig waren für ihn: 1. Erziehung zur Arbeit und Schaffung von Arbeitsnachweisen, 2. Erziehung zum Sparen und zum Versichern (von Lebensrisiken), 3. Erziehung zur Mäßigung. Lammers gehörte daher 1882 zu den Mitbegründern des Deutschen Sparkassentages. In diesen Zusammenhang gehört auch die von ihm maßgeblich initiierte Gründung des Deutschen Vereins gegen den Mißbrauch geistiger Getränke im Jahr 1883, dessen Geschäftsführer Lammers wurde. Daneben war er bei zahlreichen weiteren Vereinen Förderer und bei einigen Mitbegründer. Dazu zählen etwa der Deutsche Verein zur Rettung Schiffbrüchiger, der Deutsche Verein für Gesundheitspflege, der Verein für die Massenverbreitung guter Schriften, Vereine für Ferienkolonien, Knabenhorte, Arbeiterbildungsvereine und Frauenbildungsvereine, insbesondere der Allgemeine Deutsche Frauenverein. Außerdem förderte er die Einführung von Werkunterricht in den Schulen. Aktiv war Lammers auch in der evangelischen Kirche und hat zeitweise etwa die Zeitschrift des deutschen Protestantenvereins redigiert.
Zur Förderung seiner Ziele veröffentlichte Lammers einige Broschüren (Armenpflege, Die Bettelplage, Hausfleiß, Sonntagsfeier, Trunksucht usw.) und schrieb zahlreiche Artikel.

## Schriften (Auswahl)
- Der Socialismus. Koebner, Breslau 1878.
- Die Erziehung zur Arbeit. F. A. Perthes, Gotha 1891.
- Ziele und Bahnen der deutschen Armenpflege. Simion, Berlin 1882.
- Bekämpfung der Trunksucht. Habel, Berlin 1881.
- Die Schutzzölle. (Als Manuscript gedruckt.) Breslau 1876.
- Deutschland nach dem Kriege: Ideen zu einem Programm nationaler Politik. Duncker & Humblot, Leipzig 1871.
- Die geschichtliche Entwicklung des Freihandels. Lüderitz, Berlin 1869.
- Die deutsche Auswanderung unter Bundesschutz. Herbig, Berlin 1869.